# سلیم نواربلوطی
سلیم نواربلوطی (نام علمی: Charadrius pallidus) نام یک گونه از سرده سلیم‌های طوق‌دار است.